# La Flèche Wallonne 2007
Den 71. udgave af La Flèche Wallonne blev afholdt den 25. april 2007. 24 hold deltog, mens Unibet.com nok en gang undladt. Davide Rebellin vandt for anden gang i karrieren foran den regerende mester Alejandro Valverde.

## Charleroi-Huy, 202 km
25-04-2007
|    | Rytter             | Hold             | Tid     | ProTour-point |
| -- | ------------------ | ---------------- | ------- | ------------- |
| 1  | Davide Rebellin    | Gerolsteiner     | 4:48.06 | 40            |
| 2  | Alejandro Valverde | Caisse d'Epargne | + 0.06  | 30            |
| 3  | Danilo Di Luca     | Liquigas         | + 0.06  | 25            |
| 4  | Matthias Kessler   | Astana           | + 0.08  | 20            |
| 5  | Riccardo Riccò     | Saunier Duval    | + 0.08  | 15            |
| 6  | Rinaldo Nocentini  | ag2r             | + 0.13  | 11            |
| 7  | Fränk Schleck      | CSC              | + 0.16  | 7             |
| 8  | John Gadret        | ag2r             | + 0.19  | 5             |
| 9  | Robert Gesink      | Rabobank         | + 0.19  | 3             |
| 10 | Tadej Valjavec     | Lampre           | + 0.19  | 1             |